# Die verbotene Tür

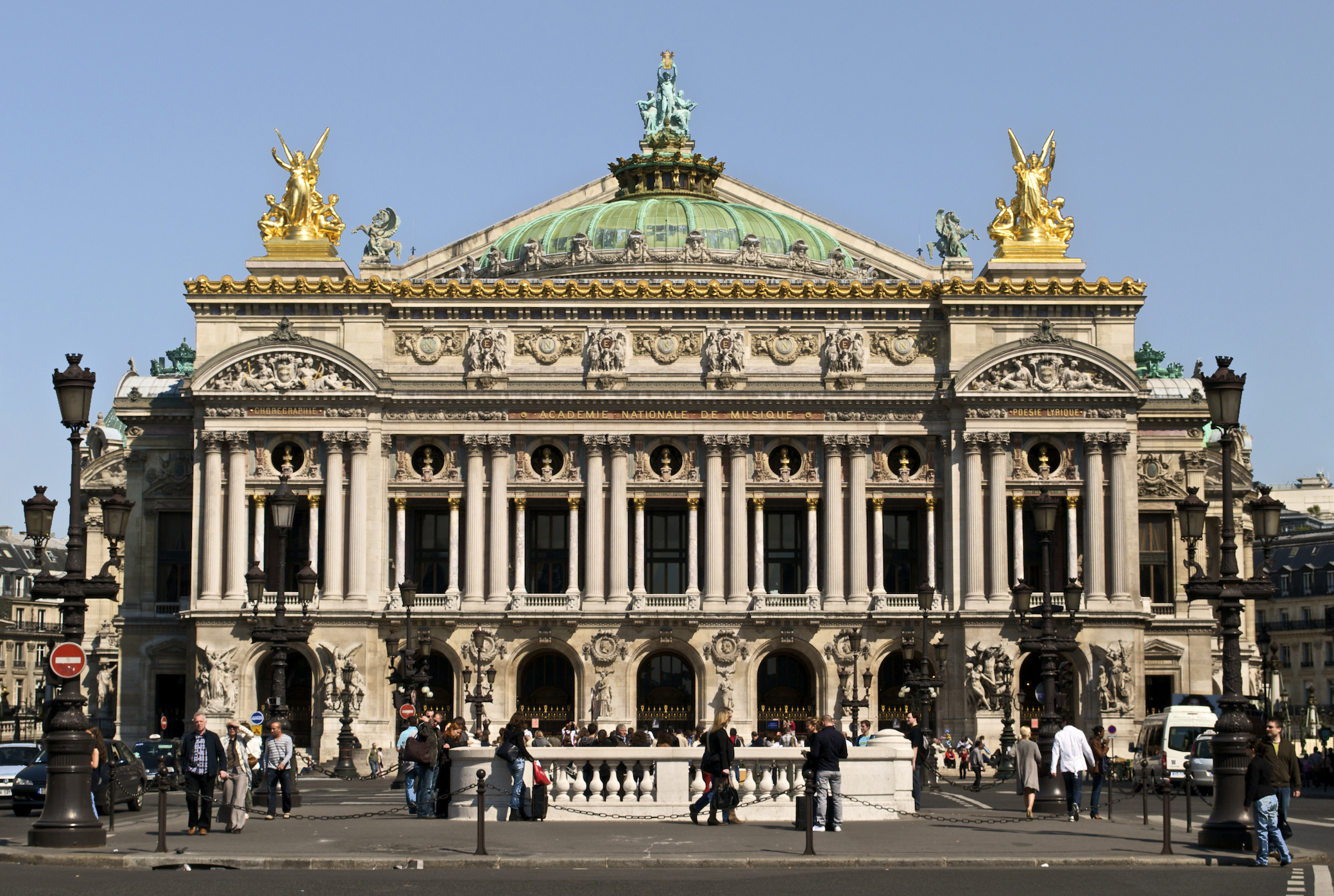
Die Opéra Garnier

Die verbotene Tür (Originaltitel: L’âge heureux) ist eine französische Fernsehserie aus dem Jahr 1966. Das Drehbuch basiert auf Odette Joyeux’ 1951 erschienenem Jugendbuch Côté jardin: memoires d’un rat. Die deutsche Erstausstrahlung erfolgte am 1. Februar 1970. In Deutschland wurde die Serie in neun Episoden ausgestrahlt, in Frankreich in vier.
1975 folgte ein ebenfalls von Joyeux und Agostini geschaffenes Sequel,  L'Âge en fleur, mit anderen Figuren und anderen Darstellern.

## Handlung
1. Episode („La porte interdite“)
Ivan Barloff, Ballettmeister und 1. Tänzer an der Pariser Opéra Garnier, bereitet ein neues Ballett vor, die Geschichte von Galathée, einer Puppe, die wie die Statue Pygmalions zum Leben erwacht. Nach dem Vortanzen wählt er wegen ihres natürlichen und unprätentiösen Charmes die zwölfjährige Delphine Nadal aus. Die Tanzlehrerin widerspricht, die technisch beste Schülerin der Klasse ist Julie Alberti; Barloff setzt sich aber durch. Der Ballettsaal ist im Obergeschoss der Oper untergebracht, wo eine Tür aufs Dach führt, die allen Mitgliedern der Oper verboten ist. Nachdem Delphine und ihrer Freundin Bernadette in der Theaterschneiderei der Teufel begegnet – in Gestalt eines entsprechend kostümierten Schauspielers –, nimmt das Schicksal seinen Lauf. Wegen Malerarbeiten steht die Tür versehentlich offen, und Bernadette überredet Delphine zu einem Ausflug aufs Dach. Als die Mädchen zurückkehren, fällt der Schlüssel der Tür aus dem Schloss in einen Farbeimer. Sie kichern und eilen weiter.
Am Abend wird an der Oper das Ballett Giselle aufgeführt. Die jungen Schülerinnen, die Teil des Corps de ballet sind, stehlen sich während einer Pause ins Dachgeschoss; nur Julie bleibt zurück. Sie fischen den Schlüssel aus dem Farbeimer und vergnügen sich auf dem Dach, das jetzt am Abend nur von Scheinwerfern erhellt wird. Véra bekommt Angst und verlässt mit ihrer Schwester Reinette das Dach schnell wieder. Julie nimmt immer noch übel, dass sie die Rolle der Galathée nicht bekommen hat. Vergeblich intervenieren ihre Eltern bei Barloff. Die Mädchen tollen immer noch auf dem Dach herum und haben die Zeit vergessen, doch Véra ruft sie und erinnert sie an den bevorstehenden Auftritt. Nur Bernadette und Delphine hören sie nicht und bleiben auf dem Dach zurück. Für Julie bietet sich damit eine Chance, sie verschließt die Tür und nimmt den Schlüssel an sich. Da der Weg durch die Tür nunmehr verwehrt ist, tritt Bernadette mit der harten Spitze ihres Ballettschuhs ein Fenster ein, stürzt dabei aber und zieht sich einen Beinbruch zu. Delphine holt Hilfe.
2. Episode („Le labyrinthe“)
Delphine lebt allein mit ihrer Mutter, die als Sekretärin Heimarbeit verrichtet, in einer Wohnung auf der Île Saint-Louis. Thérèse Nadal ist seit langem Witwe, hat aber einen Freund, Frédéric Aubry, der mit seiner Mutter einen Stock höher wohnt. Frédéric würde Thérèse gern heiraten, doch Thérèse zögert, weil sie ganz für die Karriere ihrer Tochter da sein möchte. Delphine hat Frédéric gern, ist aber nicht frei von Eifersucht. Frédéric gehört als Cellist zum Personal der Oper und erfährt durch Delphines Lehrerin von dem Vorfall auf dem Dach und dass Delphine darin beteiligt war. Als Delphine ihn bittet, ihrer Mutter nichts von der Geschichte zu sagen, bietet sich für Frédéric Gelegenheit, sich dem Mädchen gegenüber als loyaler väterlicher Freund zu erweisen. Die Mutter liest über den Vorfall zwar in der Zeitung, ahnt aber nicht, dass ihre Tochter deswegen in Schwierigkeiten ist.
Die Opernleitung besteht darauf, dass der Fall genau untersucht wird, und plant, ein Exempel zu statuieren. Obwohl Delphine fürchten muss, dass Julie, die die Partie der Galathée  als Einspringerin mitstudiert, sie bald gänzlich ersetzen wird, möchte sie die Klassenkameradinnen schützen und verschweigt daher, dass sie und Bernadette in der Unfallnacht keineswegs allein auf dem Dach waren.
3. Episode („La sanction“)
Delphines Strafe besteht darin, dass sie die Schule verlassen muss. Weil sie unsicher ist, wie ihre Mutter diese Nachricht aufnehmen wird, fängt sie den entsprechenden Mitteilungsbrief beim Postboten ab. Die Polizistin ist mit dem bisherigen Ermittlungsergebnis nicht zufrieden und forscht weiter, zunächst bei Bernadette, die jedoch schweigt. Vergeblich drängt Delphine ihre Mitschülerinnen, ihre Mitschuld einzugestehen. Die Mädchen senden sie zu Barloff; der verspricht, ihr zu helfen, und besteht dann in einem Gespräch mit dem Regisseur auf seiner Entscheidung, die Rolle der Galathée mit Delphine zu besetzen. Während die anderen Mädchen proben – Julie als Einspringerin für Delphine – irrt Delphine, weil sie weder in die Oper noch nach Hause gehen kann, durch die Straßen der Stadt. Später teilt die Mutter ihr mit, dass sie Frédéric heiraten möchte, ihr Jawort aber an die Bedingung knüpfen möchte, dass Delphine mit der Heirat einverstanden ist.
Am Abend steht erneut Giselle auf dem Spielplan. Frédérics Mutter, die nicht weiß, dass Delphine gar nicht mittanzt, bringt sie zur Oper, wo Delphine durch Véra erfährt, dass Barloff sich tatsächlich für sie eingesetzt hat. Die eigentliche Wendung zum Guten setzt aber ein, als Mercédes, die Garderobenfrau, eines der Mädchen, Véra, dabei beobachtet, wie sie in Delphines Sachen zufällig den Schlüssel entdeckt. Julie hat ihn dort versteckt, um den Verdacht auf Delphine zu lenken. Als die Polizistin Véra anschließend befragt, weiß diese natürlich nicht, wer außer Delphine den Schlüssel dort hingetan haben könnte.
4. Episode („Côté jardin“)
Delphine erklärt ihrer Mutter, dass sie mit der Heirat einverstanden ist. Die spürt, dass die Tochter ihr etwas verschweigt, kann aber weder Delphine noch Frédéric zum Reden bringen. Die Schullehrerin und der Regisseur, die durch die Polizistin von den Heimlichkeiten der jungen Tänzerinnen erfahren haben, sprechen den Mädchen ins Gewissen. Doch erst als diese mitansehen müssen, wie Delphine gegen Barloffs Widerstand vom Intendanten aus dem Haus gewiesen wird, geben sie nach und gestehen, dass sie an dem Ausflug aufs Dach fast alle beteiligt waren. Nur wer die Tür verriegelt hat, wissen sie nicht. Für den Fall, dass der Schlüssel wieder auftaucht, nimmt die Polizistin von allen Mädchen Fingerabdrücke.
Bernadette, die immer noch im Krankenhaus liegt, drängt Delphine, sich ihrer Mutter anzuvertrauen. Delphine fürchtet aber, dass deren Herz jetzt nur noch Frédéric gehört, sodass sie Delphine nicht verzeihen wird.
Julie weiß nicht, dass der Schlüssel gefunden wurde, und sorgt sich nun, dass ihre Fingerabdrücke sie verraten werden. Während einer Kostümprobe für das neue Ballett schleicht sie in die Garderobe, um den Schlüssel aus Delphines Sachen wieder verschwinden zu lassen. Mercédes ertappt sie dabei, und Julie gesteht ihre Tat.
Delphine, die von alldem nichts ahnt, fasst sich ein Herz, mit ihrer Mutter zu sprechen. Sie sucht sie und erfährt dabei, dass die Mutter auf dem Weg zur Oper ist, um sie, Delphine, abzuholen. Auf diesem Wege sollte die Mutter von Delphines Rauswurf aber nicht erfahren! Delphine verlässt das Haus und irrt erneut durch die nunmehr dunklen Straßen. In der Oper erfährt Thérèse Nadal, dass ihre Tochter die Rolle verloren hatte und aus der Schule ausgeschlossen wurde, inzwischen aber entlastet und rehabilitiert ist. Gemeinsam mit Frédéric macht sie sich auf die Suche nach Delphine, die im Begriff ist, sich in die Seine zu stürzen. Sie finden sie, berichten ihr, dass jetzt alles gut ist, und bringen sie zur Oper zur Probe. Die Filmhandlung endet mit der Premierenvorstellung, in der Delphine die Rolle der Galathée tanzt.

## Produktion und Rezeption
L’âge heureux ist ein Gemeinschaftsprojekt von Odette Joyeux, die selbst eine Schülerin der Ecole de Danse de l’Opéra war, und Philippe Agostini; beide waren seit 1958 ein Ehepaar. Für Agostini war dies die erste Regiearbeit fürs Fernsehen. Die Innenaufnahmen für den Film erfolgten ausschließlich im Studio. Insgesamt haben die Dreharbeiten 11 Wochen in Anspruch genommen. Die Choreografie übernahm Michel Descombey.
Die Serie war in Teilen der Generation der um 1960 Geborenen sehr populär, und auf einschlägigen Internetforen haben ballettbegeisterte Frauen dieser Generation Die verbotene Tür wiederholt als die definierende Fernsehserie ihrer Kindheit bezeichnet.

## Videoausgabe
- L’âge heureux, Koba Films, 2007 (2 DVDs), in französischer Sprache[5]